# 富津接続殺人事件
『富津接続殺人事件』は、千葉テレビ(チバテレ)放送の日本のフィクションテレビドラマ。

## 概要
探偵事務所社長・宮下香織と、大和田真紀・山下美香・野沢菜々・南あいな・経堂千春・三井桜子の探偵7人が、奇怪な事件に巻き込まれてゆくミステリードラマ。なお、探偵が7人なのは『七人の侍』のオマージュである。

## あらすじ
15年前に両親を殺された主人公・宮下香織は、警察の捜査によっても発見されなかった犯人を自ら見つけるべく、探偵事務所を立ち上げる。集まった探偵は、すべて未経験の若い女性たちだった。いつも探偵社に集まるのは「なんでも屋」のような仕事ばかり。そんな日常を破壊する依頼をきっかけに、物語は混乱へと向かってゆく。そのなかで象徴的にあらわれる、アザラシのぬいぐるみ。ゆっくりとだが確実に迫りくる犯人の影。やっとたどりついた最後に待っていたのは、視聴者に対する問いかけだった。この世界に白黒は存在するのか？復讐は正義なのか？

## 登場人物
宮下香織
演 - 大和田南那
本作の主人公。探偵事務所社長。千葉県富津市生まれで、おしゃれな服装をしている。強気な性格で、犯人の脅しにも屈せず、自分を囮として使うという提案をする。一方、両親を殺された場面を思い出し悪夢にうなされるという繊細な一面も持つ。
大和田真紀
演 - 青葉ひなり
調査員。パソコンの画面を見る仕事が多い。真面目、沈着冷静で利口。トリックの一部を聞いただけで、そのあとを言い当ててしまう。
山下美香
演 - 小林夢叶
調査員。唯一の新人。経堂千春に仕事を教わることになる。洞察力があり、犯人の心情を察する。その感受性の強さゆえの病をかかえており、薬の数は少なくない。
野沢菜々
演 - 城崎桃華
調査員。千葉県袖ケ浦市生まれ。言葉は丁寧だが、その裏に若干毒を含む。偶然ひとつトリックを見破る。
南あいな
演 - すずはらかのん
調査員。探偵社いちばんの酒豪で元気が取り柄。理想の男性を探している。言いにくいことも、さらっと発言してしまう。
経堂千春
演 - 椎名ここ
調査員。天真爛漫だが、決まりのひとことを投げかけることが多い。
三井桜子
演 - 星奈さな
調査員。気づかいのできる性格でありつつ、ときにはハッキリした部分も。若さのわりに落ち着いている。

## スタッフ
録音：清水鉄也
ヘアメイク：堀奈津子

ヘアメイクアシスタント：赤平時人（東京ベルエポック美容専門学校)
キャスティング：SHINING株式会社 / 伊藤幸久 / PURE LILY WHITE / 竹下裕騎

## 主題歌

### 挿入歌
「灰色」
作詞・作曲・編曲・歌：高澤俊作
「五月雨」
作詞・作曲・編曲・歌：高澤俊作

### エンディングテーマ
「風船」
作詞・作曲・編曲・歌：高澤俊作

## 第一話
両親が殺される悪夢を見る宮下香織。ふと目を覚ますと自宅の居間。香織が心配になって声をかける宮下由美。赤城誠刑事からの電話が鳴る。探偵事務所が紹介されているネット記事を事務所にひとり残る大和田真紀が読み上げる。真紀が探偵事務所から出てゆくところと香織が事務所に入ってゆくのを見ている謎の女。戸締りを忘れたために事務所のカーテンが揺れている。赤城に宝物だった血染めのアザラシを渡す香織。15年前、めずらしく父からもらった宝物だった。アザラシには両親の血液がついている。もしかすると、犯人の血液もついているかもしれないという入間刑事。赤城が、15年前と同じような事件が起きたと話す。被害者男女は薬を飲まされただけで、命に別状はない。しかし、周囲にはニワトリの血で作った血だまりとアザラシのぬいぐるみがあった。犯人は香織の事件を知っていて、状況だけを模倣した可能性が高い。犯人はどうやって被害者に薬を飲ませたのか？　赤城の「警護対象」にしようかとの申し出を断る香織。囮になって、犯人をおびき出すほうを選ぶと告げる。

## 第二話
新たなメンバーに山下美香を迎え始動する探偵事務所。伊藤さんの逃げた猫を探す任務が入る。そこに現れる小林亮。妹を探してくれとの依頼をされる。妹が生まれてからすぐに両親が死に、養子に出された。義父母の離婚により一度は生家に戻ったものの、義父との対立により、小林家への復籍が遅れた。赤城から「預かっていたアザラシからDNA」が検出されたと電話がある。「お前の両親の血液と、ほかに3人のDNAだ」